# Ударный (Карачаево-Черкесия)
Уда́рный — посёлок городского типа в Прикубанском районе Карачаево-Черкесской Республики.
Образует муниципальное образование Ударненское городское поселение как единственный населённый пункт в его составе.

## География
Посёлок расположен на северо-востоке республики у границы со Ставропольским краем, на берегу Большого Ставропольского канала, который пролегает южнее и западнее посёлка. К западу от Ударного административная граница Карачаево-Черкесии и Ставропольского края проходит как раз по руслу канала и, южнее, по реке Куршавка, которая здесь вливается в канал. Ниже Ударного (северо-западное направление от посёлка) на канале устроено водохранилище.
Со ставропольской стороны административной границы в сторону канала и поймы Куршавки спускаются несколько балок: балка Чумацкая (текущая по её дну речка Чумацкая впадает в Куршавку), балка Грекова (пересыхающий ручей стекает в канал). За балкой Грекова, к северо-западу от Ударного, расположена станица Воровсколесская, с которой посёлок связан дорогой. Севернее и северо-восточнее посёлка, уже с другой стороны от водохранилища, имеется балка Глубокая. Южнее её — возвышенность, высотой до 610 м, господствующая над посёлком. С восточной её стороны вновь пролегает несколько пологих балок: Развилка, по дну которой проходит граница края и республики, ещё восточнее — Широкая, завершающаяся водохранилищем Горкушка. По дну этих балок течёт небольшая речка Горкушка. Она берёт начало на склонах вышеупомянутой возвышенности и протекает через одноимённое водохранилище.
Юго-восточнее Ударного, рядом с водохранилищем Горкушка — почти исчезнувший хутор Весёлый (Андроповский район Ставропольского края). Районный центр посёлок Кавказский, с которым Ударный связан дорогой, расположен в 22-23 км юго-западнее (35 км по шоссе).

## История
Основан как рабочий посёлок энергетиков при Кубанской ГЭС-2 одновременно со строительство электростанции на Большом Ставропольском канале — в 1961 году. Возводилось жильё для работников ГЭС, построены клуб, медпункт, столовая. Впоследствии из Ударного стало осуществляться управление всей группой Куршавских ГЭС. Название посёлку дано в честь ударного труда гидростроителей. Статус посёлка городского типа — с 1965 года.
При строительстве посёлка в его черту вошёл хутор Безуглов, основанный жителями станицы Воровсколесской, по некоторым данным, в 1935 году. Хутор получил своё название по фамилии погибшего 2 мая 1935 году советского активиста, табунщика конезавода № 89 Ивана Григорьевича Безуглова (ныне в Ударном существует улица Безуглова, см. ниже). Сам конезавод (конесовхоз) № 89 был организован в том же 1935 году в Воровсколесской, хутор Безуглов был одним из отделений этого конезавода.

## Население
| 1970  | 1979  | 1989  | 2002  | 2008  | 2010  | 2012  |
| ----- | ----- | ----- | ----- | ----- | ----- | ----- |
| 1630  | ↘1314 | ↘1221 | ↘1137 | ↘1100 | ↘1083 | ↘1057 |
| 2013  | 2014  | 2015  | 2016  | 2017  | 2018  | 2019  |
| ↘1041 | ↘990  | ↘975  | ↘939  | ↘931  | ↘895  | ↗896  |
| 2020  | 2021  | 2023  | 2024  | 2025  |       |       |
| ↘885  | ↗1031 | ↘1024 | ↘1009 | ↘1006 |       |       |

Национальный состав
По данным Всероссийских переписей населения 2002 года и 2010 года:
| Народ      | Численность (2002), чел. | Доля от всего населения (2002), % | Численность (2010), чел. | Доля от всего населения (2010), % |
| ---------- | ------------------------ | --------------------------------- | ------------------------ | --------------------------------- |
| русские    | 904                      | 79,51 %                           | 860                      | 79,41 %                           |
| карачаевцы | 111                      | 9,76 %                            | 112                      | 10,34 %                           |
| украинцы   | 27                       | 2,37 %                            | 20                       | 1,85 %                            |
| татары     | 13                       | 1,14 %                            | 15                       | 1,39 %                            |
| грузины    | 11                       | 0,97 %                            | 13                       | 1,20 %                            |
| абазины    | 10                       | 0,88 %                            | 11                       | 1,02 %                            |
| другие     | 61                       | 5,36 %                            | 52                       | 4,80 %                            |
| всего      | 1 137                    | 100 %                             | 1 083                    | 100 %                             |

## Внутреннее деление
Микрорайоны
- Восточный
- Западный
- Северный
- Северо-Западный

Улицы
- Безуглова
- Комарова
- Комсомольская
- Молодёжная
- Набережная
- Школьная

Площадь
- Мира[33]

## Инфраструктура
- Средняя общеобразовательная школа
- Детский сад «Ивушка»
- Детская музыкальная школа
- Участковая больница
- Дом культуры
- Библиотека[34]

## Экономика
У посёлка Ударный на Большом Ставропольском канале расположена Кубанская ГЭС-2, построенная в 1961—1968 годах (пуск агрегатов осуществлён в 1967—1968 годах), которая является самой мощной электростанцией не только в группе Куршавских ГЭС, но и во всём Кубанском каскаде ГЭС, включающем в себя несколько групп гидроэлектростанций. Крупное водохранилище северо-западнее Ударного является выравнивающим водохранилищем ГЭС-2. Выше неё на канале (к югу от Ударного) есть ещё одно водохранилище, представляющее собой бассейн суточного регулирования при ГЭС. Выше него, в свою очередь, на канале построена Кубанская ГЭС-1 (у посёлка Октябрьский). Из посёлка Ударного ведётся управление всеми станциями группы Куршавских ГЭС.

## Религия
Русская православная церковь
- Церковь Казанской иконы Божией Матери. Православная община в посёлке организована в 1993—1994 годах, затем начато строительство храма. В 1998 году храм освящён, в 2011 году — отреставрирован[35].

## Казачество
- Действует Ударненское хуторское казачье общество Прикубанского районного казачьего общества Баталпашинского казачьего отдела Кубанского войскового казачьего общества[36].

## Памятники
| Название                                                            | Дата установки / создания мемориала | Местоположение                     | Примечания |
| ------------------------------------------------------------------- | ----------------------------------- | ---------------------------------- | --- |
| Памятник неизвестному солдату                                       | 1943                                | п. Ударный, парк                   | Реконструирован в 2015 году. |
| Братская могила советских солдат, погибших в боях у хутора Безуглов | 1943, 1970                          | п. Ударный, подножие горы          | Зимой 1943 года захоронено 49 воинов, погибших при обороне хутора. В конце 1960-х годов захоронение обнаружено, в 1970 году на могиле установлен памятник. В 2015 году памятник реконструирован. |
| Памятник В. И. Ленину                                               | 1970                                | п. Ударный, у здания Дома культуры | Памятник истории регионального значения. |
| Памятник казакам, пострадавшим от политических репрессий            |                                     | п. Ударный, у здания Дома культуры | Представляет собой камень с памятной доской и православным крестом. |

## Криминал
19 ноября 2016 года в Ударном произошло резонансное двойное убийство отца и сына Гояевых, за которое были арестованы двукратный чемпион Европы по боксу среди юношей Игорь Алборов и его двоюродный брат. По данным следствия, убийство стало актом кровной мести за гибель в результате террористического акта в 2006 году Олега Зауровича Алборова, секретаря Совета безопасности Южной Осетии, отца Игоря Алборова. В 2007—2008 годах Гояев-старший в Южной Осетии подозревался в причастности к убийству Олега Алборова, однако в результате событий войны 2008 года ему удалось бежать из-под стражи, с 2009 по 2016 год он скрывался в Ударном.